# ادوین اشتون
ادوین اشتون (انگلیسی: Edwin Ashton; ۹ فوریهٔ ۱۸۹۳ – ۱۹۷۰ (۷۶−۷۷ سال)) بازیکن فوتبال اهل انگلستان بود.
از باشگاه‌هایی که در آن بازی کرده‌است می‌توان به باشگاه فوتبال گریمزبی تاون اشاره کرد.